# フィンネスブルグ争乱断章
「フィンネスブルグ争乱断章」（フィンネスブルグそうらんだんしょう、英: Finnesburg Fragment ）、あるいは「フィンズブルフ争乱断章」（英: Finnsburh Fragment ）とは、フネフと彼の60人の従士が「フィンの砦」に滞在したおりに、襲撃者を撃退しようと試みた戦いを描いた古英語の英雄詩の一部である。現存するテキストはじれったいほど短く、ほのめかす程度の内容だが、他の古英語の詩、特にベーオウルフ（1000年ごろ）に見られる引用との比較により、それが民族移動時代の400年から800年にかけてフリースラントで起きたデーン人とフリース人との間の争いを扱っていることを示している。

## 伝達
現存するテキストはカンタベリー大主教のロンドンの邸宅であるランベス宮にかつて保存されていた、綴じられていない2つ折りの写本の写しである。この写本がランベス図書館のMS487.であったことは間違いない。17世紀の終わりごろイギリスの学者ジョージ・ヒックスが、これの写しをいくつか作成し、1705年にその他のアングロ・サクソンの遺物と共に選集として出版した。この選集の中には『ベーオウルフ』の唯一の写本に関する初めての記述も含まれていた。写しが作られたあと、原本の2つ折り本は紛失するか盗まれるかして失われた。

## 概要
断章は50行ほどしかなく、どの部族に関するものであるか明記する部分は含まれていない。別の作品でデネの王子として知られる（後述）フネフ（2行目と40行目）が、フィンの要塞（Finnsburh）と呼ばれる場所（36行目）で襲撃を受けた戦いについて記述されているが、『ベーオウルフ』の内容から判断すると、この場所は明らかにフリジア人を治めるフネフの義兄フィンの広間であり、フネフは冬をそこで過ごすために訪れた（後述）。断章はフネフが外を見て「東から夜が明けるのでもなければ、ドラゴンが飛んでくるのでもなく、切妻が燃えているわけでもない」という所見を述べるところから始まるが、彼が見たものは接近する襲撃者のたいまつだった。フネフと60人の従士たちは5日間誰一人として倒れることなく戸口を守り抜いた。そしてどちらの側の者かはっきりしないが、負傷した戦士がその場を離れることを自分の首長に話すところで断章は終わる。戦いの原因と結果は記されていないが、トールキンとクレーバーは、対立するデーン人の一族とフリジア人（この作品では一貫してジュート人の代わりに用いられている）の一族の争いだとしている。

## 『ベーオウルフ』における戦いの記述
前後関係は明らかではないが、この物語の異聞が叙事詩『ベーオウルフ』の一節に見られ、このエピソードは「フィンの挿話」（Finn Episode）といわれている。フネフのように、登場人物の幾人かは他のテキストにも名前が言及されている。『ベーオウルフ』では第1068行目から1158行目にかけて、およそ90行に渡る長さでこの挿話をフロースガールのスコプが、ベーオウルフが今しがた立てた功績を讃える最初の祝宴の場で歌う形で登場するが、内容は概ね以下の通りである。
デネの王フネフは妹ヒルデブルフをフリジアの王フィンに嫁がせていた。あるときフネフはフィンのもとに滞在したが、デネ側とフリジア側の間に争いが起こった。この戦いでデネ側はフネフをフリジア側はフィンの息子を失う。互いに消耗し戦いを続けることが難しくなったことで、両陣営は広間と宝を平等に分つことで和議を結び、フィンは今後デネ側を不当に扱わせないことを約束する。こうしてデネ側の一部は帰国の途につくが、ヘンギストは復讐を目論みフィンズブルグに留まった。デネに帰国したグースラーフとオースラーフが手勢を引き連れて戻って来るとヘンギストはフィンを含むフリジア勢を殺害して復讐を果たし、フィンの屋敷から財宝とヒルデブルフを奪ってデネへと帰国する。
この詩でフネフの最後の戦いは、フレスワール（Fres-wæl、フリジア人の虐殺）といわれる戦いの結果としている。この挿話は隠喩に富んでおり、明らかに物語を知っている聴衆を対象にしている。フリジア人がデネに不意打ちを仕掛けた後のヒルデブルフの悲しみが描写されている。ヒルデブルフはフネフの妹にあたり、フリジア人の首長フィンと結婚していたが、これは2つの部族が和平を取り結ぶための努力の一環であった。こんにち多くの学者はこれが悲劇の原因の一部とみなしている。彼女は兄フネフを失ったことを悲しむが、彼は火葬用の薪の山を彼女とフィンの息子と分かち合った。戦いの後、フィンとヘンギスト（ヘンジェスト、ヘンイェストとも）という人物が休戦の合意を結ぶ。ヘンギストはフネフの生き残った戦士らのリーダーである。状況ははっきりしないが、少なくともその冬の間フネフの部下たちはフィンネスブルグへ留まり、フリジア人たちは、主人の殺害以降はデネの生き残りを愚弄することはなかった。結局、ヘンギストは復讐に駆り立てられ、フィンと彼の部下たちを蜜酒の館（mead hall）で虐殺し、館で略奪を行うと、ヒルデブルフを「彼女の民の元へ」連れ帰った。
一読しただけで、『ベーオウルフ』の「フィンの挿話」とフィンネスブルグ断章との間に多くの違いがあるのが分かる。まず最も一般的に知られる違いは、フィンネスブルグ断章におけるヒルデブルフの不在である。「フィンの挿話」において、彼女は必要不可欠な登場人物で、全ての動きに影響を与えており、まさしくこうした理由から彼女も等しく悲劇の人物だろうとされる。物語の冒頭から、彼女は兄フネフと自分の息子を失い、自身の血縁関係にあるデネと婚姻関係にあるフリジア人と一緒に彼らの死を悼む。
ヒルデブルフの結婚は愛によるものではなく義務であって、彼女はフィンやフリジア人と強い結びつきはなかったとする研究者もいる。彼女の人物像はかなり美化されているか、あるいは過度に同情的に描かれているのではないかという激しい議論が批評家や学者によって成されている。ヒルデブルフの悲劇的で美化された人物像は、原文による裏付けの乏しさから研究者は「疑問の残る評価」としているが、これはアングロ・サクソン時代の聴衆と現代人との間に時間と文化の大きな違いがあることを考慮できないからでもある。「フィンの挿話」の存在が「フィンネスブルク争乱断章」におけるヒルデブルフの不在をより一層明確にするが、これはヘンギストにも言えることである。「フィンの挿話」では、ヘンギストは物語を展開する上で大変重要な役割を演じる。彼はリーダーであり、各所に見られる行動の多くを煽動する。ヘンギストは「自身の本拠地で殺害された」フィンやフリジア人との間に「誓約」と「一時的な休戦」を取り結ぶ人物なのである。ヒルデブルフと同様に、「フィンの挿話」におけるヘンギストの重要性は、フィンネスブルグ断章における彼に関する記述の欠落をより一層明らかにする。彼は断章では一度登場するだけで、その言及も彼の重要な役割を描写するものではない。そこに描かれる彼の振る舞いはリーダーのそれではなく、17行目で誰かのあとに続いて歩を進める（"and Hengest sylf / hwearf him on laste"）と描写されるにすぎない。ヘンギストの存在は戦いにおいては重んじられるものの、「フィンの挿話」に描かれているほど強い立場にはなかったのではないかと議論される可能性がある。

### 学術的な受容
研究者のJ・R・R・トールキンは「フィンネスブルグ争乱断章」と『ベーオウルフ』の「フィンの挿話」の背後にあったであろうもともとの物語を再現しようとして、現存するテキストを研究した。この研究は最終的に『フィンとヘンギスト』に編纂されたが、この中でトールキンは、その性質から、これが伝説ではなくむしろ歴史であると主張している。彼はまた、そういった名称の建築物がどこにも見当たらないことから、フィネスブルフ（Finnsburuh）はヒックスか印刷業者による手違いで、フィンネスブルフ（Finnesburh）だったろうと主張する。この名称が実在した館のものか、それとも単に詩人がそう描写したのかは明らかではなく、館の正確な位置も、フリースラントにあったのかどうかすら分かっていない。
現存する古英語資料の独自性から、断章はキリスト教の影響を含んでおらず、フネフの火葬は明らかに異教的である。2葉の断片から成る戦いの詩「ワルデレ」と比較すると、後者はより多くの部分がキリスト教的である。

### 宗教的要素
「フィンネスブルグ争乱断章」自体には、宗教的な要素の言及がほとんど見られないが、『ベーオウルフ』のテキストには見られる。近代において、いく人かの評論家たちはこの詩のキリスト教的な要素について解釈してきた。クリストファー・M・ケインは特に、キリスト教徒の作者が旧約聖書と平行するキリスト教化以前の世界を叙事詩に置き換えて描いたと主張している。この独特のアプローチはベーオウルフやフロースガールといった人物が、明らかにキリスト教徒ではなくても道徳的な振る舞いをするという事実を強調する。
これとは対照的に、C.ティドマーシュ1世は異なるアプローチを行い、おそらく詩が書かれたであろう当時の宗教を調査した。中世ではキリスト教は現在のように統一されておらず、ゲルマン人の宗教もまた同様だったと主張する。要するに彼の主張は単に異教とキリスト教の信仰が、遭遇するに従って互いに重なり混ざりあった文学的な例だというものである。
いずれの議論も説得力があり、『フィンネスブルグ争乱断章』の詩と英雄の記述には一見矛盾する神学理論が見られることや、純粋に歴史的な説明が欠如している理由についての洞察を可能にしている。

### 刊本および翻訳
- Hill, J., ed (1994) [1983]. Old English Minor Heroic Poems. Durham
- Fry, D.K., ed (1974). The Finnsburh Fragment and Episode. London
- Dobbie, ed (1942). Anglo-Saxon Poetic Records, vol 6: Anglo-Saxon Minor Poems. New York. pp. 3–4; Digitised text.
- Klaeber, Frederick (2008). Klaeber's Beowulf and the Fight at Finnsburg (4th ed.). Toronto: University of Toronto Press. ISBN 978-0-8020-9567-1
- Hickes, George (1705). Linguarum. Veterum Septentrionalium Thesaurus grammatico-criticus et archaeologicus. 2. Oxford

### 二次資料
- Albano, Robert A. (1994). “The Role of Women in Anglo-Saxon Culture: Hildeburh in Beowulf and a Curious Counterpart in the Volsunga Saga”. English Language Notes 32 (1):  1–10.
- Cain, Christopher M. (1997). “Beowulf, the Old Testament, and the Regula Fidei”. Renascence: Essays on Values in Literature (EBSCO) 49 (4):  227–40. doi:10.5840/renascence19974941.
- Camargo, Martin (1981). “The Finn Episode and the Tragedy of Revenge in Beowulf”. Studies in Philology 78 (5):  120–34. *Fulk, R.D. (2005). “Six Cruces in the Finnsburg Fragment and Episode”. Medium Aevum 74 (2):  191–204.
- Liuzza, R.M. (2009). "Beowulf". In Don LePan (ed.). The Broadview Anthology of British Literature Volume 1: The Medieval Period. Ontario: Broadview Press. pp. ?.
- Major, C. Tidmarsh (1995). “A Christian Wyrd: Syncretism in Beowulf”. English Language Notes (EBSCO) 32 (3).
- Tolkien, J.R.R. (1983). Alan J. Bliss. ed. Finn and Hengest: The Fragment and the Episode. New York: Houghton Mifflin Company. ISBN 0-395-33193-5